# ラ・ラグーナ大学

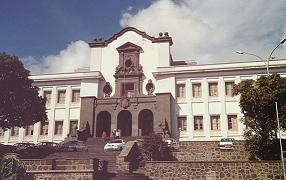
教育学部

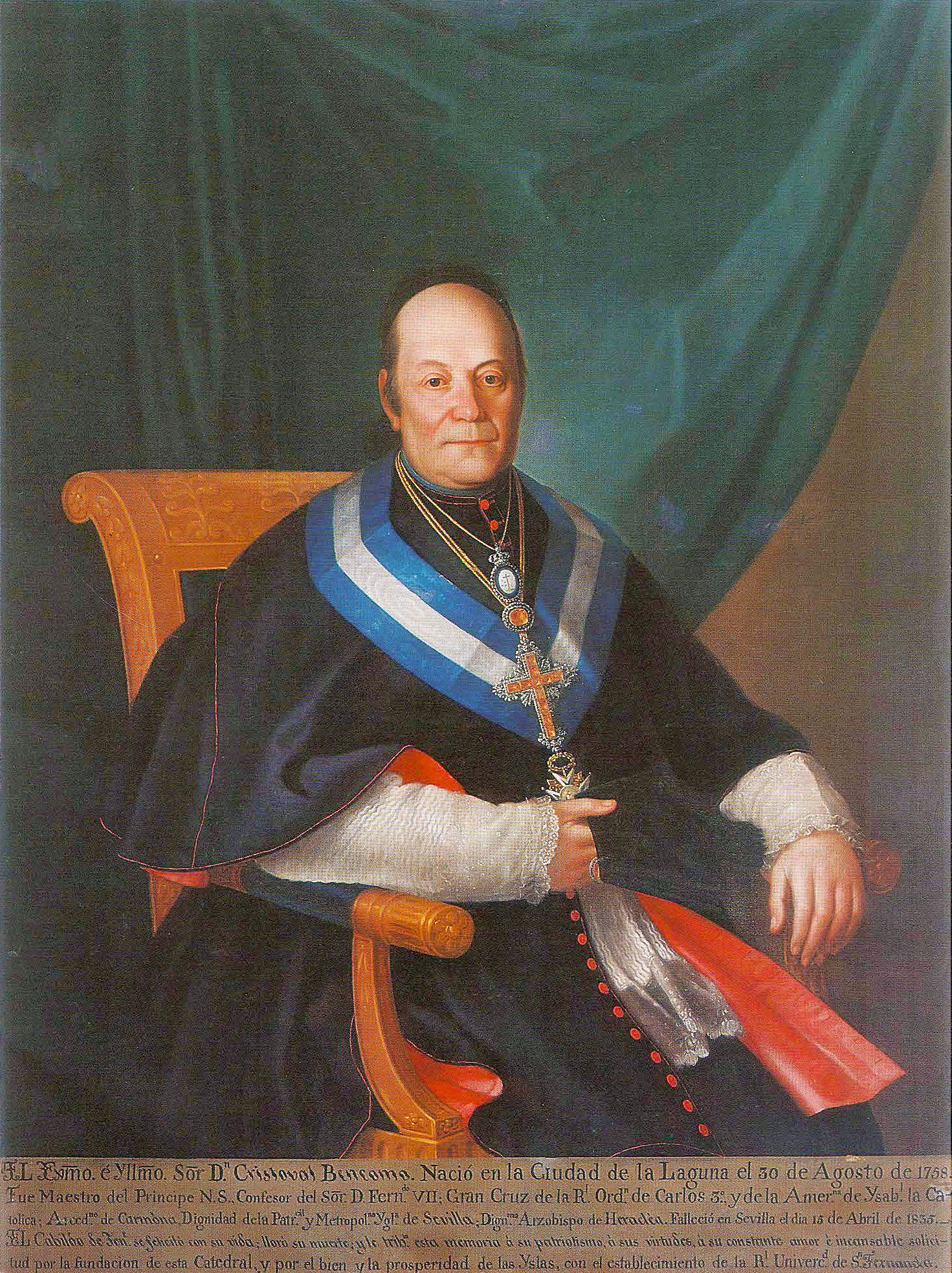
クリストーバル・ベンコモ・イ・ロドリーゲス

ラ・ラグーナ大学（スペイン語: Universidad de La Laguna, ULL）は、スペイン・カナリア諸島州にある公立大学。テネリフェ島のサン・クリストバル・デ・ラ・ラグーナに拠点を置いている。1927年に設立されたカナリア諸島最古の大学である。
中央キャンパス、アンチエタキャンパス、グアハラキャンパス、南キャンパス、オフラキャンパス、サンタ・クルス・デ・テネリフェキャンパスの6つのキャンパスを持つ。
19世紀前半にラ・ラグーナ大聖堂で司教を務めたクリストーバル・ベンコモ・イ・ロドリーゲスは、ラ・ラグーナ大学の前身であるサン・フェルナンド文学大学の設立を推進した。

## 評価
上海交通大学大学研究センターによる2015年の世界大学学術ランキングでは、カナリア諸島の大学として唯一「世界トップ500大学」に入った。オランダのライデン大学科学技術研究センターによる2014年のライデンランキングでは、科学共同の分野でスペイン第1位の大学とされた。2016年のエヴェリス財団の調査では、人文科学の分野でスペイン第2位の大学とされた。

## 歴史
その起源はカトリック修道士によってサン・クリストバル・デ・ラ・ラグーナの町に先進的な研究所が設立された1701年にさかのぼる。1744年にはローマ教皇がサン・アグスティン教会大学に改称することを提案した。1792年、スペイン王カルロス4世はテネリフェ島とカナリア諸島の主都だったラ・ラグーナの町に諸島初の文学大学(Universidad Literaria)を設立することを命じたが、スペイン本土の政治的情勢が設立を妨げた。